# Список словацьких поетів
Список словацьких поетів, неповний перелік найвідоміших словацьких поетів, байкарів, майстрів віршованого слова. Список представлений відповідно епох світової культури та історії, яка відображалася на творчості словацьких майстрів рими, що проживали або народилися на теренах сучасної Словаччини.
Слід відмітити, що більшість словацьких майстрів віршованого слова йменували себе байкарями (básnik), оскільки з давніх часів в саме байки були особливістю словацького суспільства та його творчих особистостей, які намагалися описувати епічні, історичні чи релігійні мотиви, творячи їх у вигляді байки-оповідки, та виголошували і декламували свої твори. Й так уже повелося, що більшість словацьких поетів пробували себе на цьому поприщі, а опісля таких спроб причисляли себе до «басніків». Лише з настанням XX століття частина молодих авторів почала себе виокремлювати від байкарів, пишучи на соціальні та побутово-класові теми, й найменувати себе загальноприйнятим словом поет. Зрештою, з середини XX століття, означення «поет» чи «байкар» ввійшло до довільного вжитку, й стосувалося різних авторів, та не має тепер чіткої градуляції по-між авторами, але аби виокремити словацьке поетичне середовище в контексті світової літератури, більшість словацьких авторів користаються надалі та класифікують себе поняттям «байкар».

## ЧасиСередньовіччя(800—1500)
- Святий Климент Охридський; Kliment Ochridský; (кінець IX століття) → всеслов'янский просвітитель, жив в Охриді, один з учнів Кирила и Мефодія (частину свого життя провів на території нинішньої Словаччини).
- Святий Кирил; Konštantín; (827—869) → слов'янський просвітитель та проповідник християнства, творець (разом з братом Мефодієм) слов'янської азбуки (частину своїх життєвих мандрів провів на території нинішньої Словаччини).
- Маурус (Нітра); Maurus (Nitra); (1000/1001—1070) → автор першої словацької легенди про життєпис святих Андрея-Сворада та Бенедикта.
- Леонард з Унічова; Leonard z Uničova; (XV століття) → вперше записав словацьку любовну лірику.

## ЕпохаРенесансу(1500—1650)
- Ян Бокаціус; Ján Bocatius (1569—1621) → байкар та просвітитель, записував німецькою та латиною словацькі народні твори.
- Мартін Бошняк; Martin Bošňák (?—1566) → байкар, писав епічно-історичні поеми та оди.
- Ян Філіцький; Ján Filický (1585—1622) → байкар, записував німецькою та латиною словацькі народні твори.
- Якуб Якобеус; Jakub Jakobeus (1591—1645) → байкар та церковний прозаїк.
- Стефан Комодицький; Štefan Komodický (XVI століття) → військовик та байкар, автор відомої патріотичної, антигабсбургської пісні.
- Павел Кирмезер; Pavel Kyrmezer (?—1589) → байкар, автор п'єс та релігійних творів.
- Еліаш Лані; Eliáš Láni (1570—1618) → байкар, автор релігійних пісень та молитов.
- Даніель Прибіш; Daniel Pribiš (1580—1645) → байкар, відомий своїми духовними піснями.
- Мартін Раковський; Martin Rakovský (1535—1589) → байкар та науковець.
- Петер Реваї; Peter Révai (1568—1622) → байкар, військовик та історик.
- Ян Самбукус; Ján Sambucus (1531—1581) → байкар, філософ, лікар, відомий своїми влучними алегоріями та ліричними перекладами з латині.
- Ян Сілван; Ján Silván (1493—1573) → байкар, записав та опрацював численні словацькі пісні.
- Вавринець Бенедикт з Недожєр; Vavrinec Benedikt z Nedožier (1555—1615) → байкар, педагог, філолог-мовознавець, автор перших у Словаччині граматики та підручника з математики.

## Епохабарокова(1650—1780)
- Ян Баєр; Ján Bayer (1630—1674) → письменник, філософ, педагог, яскравий представник «Пряшівської євангелічної школи», послідовник Френсіса Бекона.
- Матей Бел; Matej Bel (1684—1749) → поет, енциклопедист, історик, філософ та вчитель. Визначна особа свого часу, відомий словацький просвітитель, зачинатель модерної учительської справи в краї.
- Петер Беніцький; Peter Benický (1603—1664) → байкар та поет.
- Гуголін Ґавлович; Hugolín Gavlovič (1712—1787)) → словацький священик, байкар, писав в бароковому стилі.
- Самуель Грушкович; Samuel Hruškovic (1694—1748) → перекладач, євангелічний священик, церковний прозаїк.
- Йоахім Калінка; Joachim Kalinka (1601—1678) → байкар, відомий ще релігійно-духовними творами.
- Діоніз Кубік; Dionýz Kubík (1749—1811) → байкар, записав та опрацював численні словацькі пісні.
- Ян Бальтазар Маґін; Ján Baltazár Magin (1681—1735) → байкар, історик.
- Тобіаш Маснік; Tobiáš Masník (1640—1697) → письменник, поет, священик та педагог.
- Штефан Піларік; Štefan Pilárik (1615—1693) → байкар, перекладач (в основному теологічних творів).
- Штефан Фердінанд Селецький; Štefan Ferdinand Selecký (1675—?) → байкар.
- Ян Секач; Ján Sekáč (?—1818) → байкар.
- Даніель Сінапіус-Горчичка; Daniel Sinapius-Horčička (1640—1688) → поет, письменник, перекладач.
- Бенедикт Селлеші; Benedikt Szőllősi (1609—1656) → байкар, автор теологічних текстівок-пісень.
- Юрай Трановський; Juraj Tranovský (1592—1637) → яскравий представник словацької барокової літератури, євангелічний священик, автор чеських та латинських духовних піснопівів.
- Йоб Трусіус; Jób Trusius (?—1678) → байкар, поет, педагог.

## ПеріодКласицизму(1780—1840)
- Йозеф Ігнац Байза; Jozef Ignác Bajza (1755—1836) → католицький письменник, відомий своїми сатирами та епіграмами, автор першого словацького роману.
- Августин Долежал; Augustín Doležal (1737—1802) → байкар, євангелі́стський прозаїк та учитель.
- Ян Голлий; Ján Hollý (1785—1849) → байкар, релігійний прозаїк, перекладач, автор духовних та оброблених народних пісень.
- Ян Коллар; Ján Kollár (1793—1852) → байкар, письменник, політик, мовознавець, археолог, був ідеологом «словацького народного руху визволення».
- Кароль Кузмани; Karol Kuzmány (1806—1866) → письменник, перекладач, поет, закладач перекладацького руху та один з фундаторів «Матиці словацької».
- Штефан Лешка; Štefan Leška (1757—1818) → поет-байкар, перекладач, письменник, церковний прозаїк, філолог-мовознавець.
- Ребека Лешкова; Rebeka Lešková (1773—1856) → поетеса та збирач «народних співанок».
- Юрай Палкович; Juraj Palkovič (1769—1850) → байкар, перекладач, драматург та журналіст, філолог та автор церковно-філософських творів.
- Юрай Рогонь; Juraj Rohoň (1773—1831) → письменник, збирач «народних співанок» та фольклору, педагог-«народний будитель».
- Павел Йозеф Шафарик; Pavel Jozef Šafárik (1795—1861) → байкар, історик, етнограф, славіст, діяч національного відродження чехів та словаків.
- Богуслав Табліц; Bohuslav Tablic (1769—1832) → байкар, поет, перекладач, літературний історик та редактор збірок «народних співанок».

## ПеріодРомантизму(1840—1850)
- Ян Андращик; Ján Andraščík (1799—1853) → письменник, священик, відомий за творами соціально-побутової тематики.
- Ян Ботто; Ján Botto (1829—1881) → байкар, поет-романтик, збирач фольклору, автор балад, поем, пісень та повістей.
- Янко Чаяк; Janko Čajak (1830—1867) → байкар «штуровської генерації».
- Павол Добшинський; Pavol Dobšinský (1828—1885) → байкар, фольклорист, представник «штуровської генерації».
- Микулаш Догнани; Mikuláš Dohnány (1824—1852) → байкар, історик, перекладач, представник «штуровської генерації».
- Ян Франціскі-Римавський; Ján Francisci-Rimavský (1822—1905) → байкар, прозаїк, перекладач, публіцист, політик.
- Міхал Милослав Годза; Michal Miloslav Hodža (1811—1870) → байкар, мовознавець, «народний будитель», фундатор «штуровської генерації».
- Само Халупка; Samo Chalupka (1812—1883) → байкар, перекладач.
- Ян Калинчак; Ján Kalinčiak (1822—1871) → байкар, письменник, критик, публіцист.
- Янко Краль; Janko Kráľ (1822—1876) → байкар, мовознавець, визначний «народний будитель», яскравий представник радикального крила «штуровської генерації».
- Янко Матушка; Janko Matúška (1821—1877) → байкар, прозаїк, драматург.
- Вільям Пауліни-Тот; Viliam Pauliny-Tóth (1826—1877) → байкар, прозаїк, публіцист та політик.
- Андрей Сладкович; Andrej Sládkovič (1820—1872) → байкар, прозаїк, перекладач, літературний критик, публіцист.
- Кароль Штур; Karol Štúr (1811—1851) → байкар, педагог, священик, відомий своїми інтерпретаціями творів еллінської епохи.
- Людовит Штур; Ľudovít Štúr (1815—1856) → байкар, історик, мовознавець, прозаїк, філософ, журналіст, педагог, суспільний діяч, зачинатель «штуровської генерації».
- Само Томашик; Samo Tomášik (1813—1887) → байкар, прозаїк.
- Само Возар; Samo Vozár (1823—1850) → байкар, публіцист, перекладач.

## По-межи романтизмом та реалізмом (1850—1875)
- Леопольд Абаффи; Leopold Abaffy (1827—1883) → байкар, прозаїк, драматург.
- Коломан Баншелл; Koloman Banšell (1850—1887) → байкар, прозаїк, літературний теоретик, публіцист.
- Кароль Людовіт Черно; Karol Ľudovít Černo (1820—1894) → байкар, публіцист.
- Петер Келлнер-Гостинський; Peter Kellner-Hostinský (1823—1873) → поет, філософ, публіцист, редактор першої словацької політичної газети — тижневника «Словацькі народні новини».
- Людовіт Кубані; Ľudovít Kubáni (1830—1869) → байкар, прозаїк, літературний критик, драматург.
- Анна Лацкова-Зора; Anna Lacková-Zora (1899—1988) → поетеса, прозаїк, драматург, відома своїми творами для дітей.
- Йонаш Заборський; Jonáš Záborský (1812—1876) → видатний словацький байкар, прозаїк, драматург, історик, журналіст та теолог.

## Реалізм(1875—1905)
- Антон Бєлек; Anton Bielek (1857—1911) → байкар, прозаїк.
- Кирил Ґаллай; Cyril Gallay (1857—1913) → байкар, перекладач та педагог, відомий своїм навчальним посібником з фізики.
- Павол Орсаг; Pavol Országh-Hviezdoslav (1849—1921) → відомий байкар, поет, прозаїк, драматург, перекладач, правник, президент Словацької Матиці.
- Людмила Под'яворинська; Ľudmila Podjavorinská (1872—1951) → поетеса та байкарка, прозаїк, педагог, ще відома як дитяча письменниця.
- Крістіна Ройова; Kristína Royová (1860—1936) → поетеса, прозаїк, редактор та перекладачка, ще відома як авторка релігійних творів.
- Світозар Гурбан-Ваянський; Svetozár Hurban-Vajanský (1847—1916) → поет, прозаїк, літературний критик, публіцист, політик.

## Модернізм(1905—1918)
- Валентин Беніак; Valentín Beniak (1894—1973) → байкар, поет, перекладач, яскравий представник течії символізму.
- Іван Ґалл; Ivan Gall (1885—1955) → байкар-поет, яскравий представник течії модернізму.
- Янко Єсенський; Janko Jesenský (1874—1945) → байкар, поет, прозаїк, перекладач.
- Іван Краско; Ivan Krasko (1876—1958) → байкар, прозаїк, перекладач, яскравий представник течії модернізму.
- Владимир Рой; Vladimír Roy (1885—1936) → байкар, перекладач, внук словацького «будителя» Йозефа Милослава Гурбана.

## Міжвоєнний період (1918—1948)
- Франтішек Гечко; František Hečko (1905—1960) → байкар-поет, прозаїк, літературний критик, публіцист, редактор.
- Франьо Краль; Fraňo Kráľ (1903—1955) → байкар, поет, прозаїк, яскравий представник «соціалістичного реалізму».
- Штефан Крчмерий; Štefan Krčméry (1892—1955) → байкар, поет, прозаїк, літературний історик, перекладач, критик, упорядник Словацької Матиці.
- Еміль Болеслав Лукач; Emil Boleslav Lukáč (1900—1979) → байкар, перекладач, педагог, яскравий представник «неосимболізму».
- Ондра Лисогорський; Óndra Łysohorský (1905—1989) → поет, перекладач, мовознавець.
- Йожо Ніжнанський; Jožo Nižnánsky (1903—1976) → байкар-поет, прозаїк, літературний критик, публіцист, перекладач, відомий своїми історичними романами та повістями.
- Лацо Новомеський; Laco Novomeský (1904—1976) → поет, прозаїк, журналіст, публіцист, комуніст-політик.
- Людо Ондрейов; Ľudo Ondrejov (1901—1962) → байкар-поет, прозаїк.
- Ян Понічан; Ján Poničan (1902—1978) → байкар-поет, прозаїк, драматург, перекладач, публіцист.
- Мартін Разус; Martin Rázus (1888—1937) → байкар-поет, прозаїк, есеїст, драматург, перекладач, публіцист, політик.
- Ян Смрек; Ján Smrek (1898—1982) → байкар-поет, прозаїк, редактор, публіцист, видавець.

### Сюрреалізм
- Ян Брезіна; Ján Brezina (1917—1997) → байкар-поет, літературний дослідник.
- Павел Бунчак; Pavel Bunčák (1915—2000) → байкар-поет, прозаїк, літературний дослідник, публіцист, перекладач, педагог.
- Рудольф Фабрий; Rudolf Fabry (1915—1982) → байкар-поет, прозаїк, літературний дослідник, публіцист, графік-сюрреаліст, відомий своєю авангардною поезією.
- Юліус Ленко; Július Lenko (1914—2000) → байкар, перекладач.
- Ян Рак; Ján Rak (1915—1969) → байкар, перекладач.
- Владімір Рейсел; Vladimír Reisel (* 1919) → байкар, перекладач.
- Штефан Жарий; Štefan Žáry (* 1918) → байкар-поет, прозаїк, есеїст, перекладач, публіцист, журналіст, писав й твори для дітей.